# New Haven (Condado de Hamilton)
New Haven é uma região censitária (CDP) em Crosby, Condado de Hamilton, Ohio, Estados Unidos. A população era de 583 no censo de 2010.
New Haven foi pavimentada como uma vila por Joab Comstock em 1815. No século 19, a vila tinha uma estação de correios, mas era conhecida como "Preston". Isso foi necessário, pois já havia um New Haven no Condado de Huron, Ohio, e o nome foi atribuído pelo primeiro postmaster, Alexander Preston Cavender.

## Geografia
New Haven está localizado nas coordenadas 39° 16′ 32″ N, 84° 44′ 26″ O no Distrito Ocidental de Crosby, 22 milhas (35 km) noroeste do centro de Cincinnati e 4 milhas (6 km) nordeste de Harrison.
De acordo com o Departamento de Censo dos Estados Unidos, o CDP tem uma área total de 3,4 km², toda a terra.